# Wereldkampioenschappen zeilen 2018
De wereldkampioenschappen zeilen 2018 was de vijfde editie van dit door de International Sailing Federation (ISAF) georganiseerde zeilevenement. Het evenement vond van 30 juli tot en met 12 augustus 2018 plaats in Aarhus aan het Kattegat in Denemarken.
In totaal werd er gevaren in twaalf verschillende olympische zeilklassen: zes voor mannen, vijf voor vrouwen en een voor een gemengd duo. In de klassen werden tien tot twaalf races gevaren als het weer het toeliet, inclusief de afsluitende medaillerace. Alle klassen werden als fleetrace gevaren.
De wereldkampioenschappen waren tegelijkertijd de belangrijkste kwalificatiewedstrijd voor de Olympische Zomerspelen 2020 in Tokio. Van alle quotaplaatsen werd 40 procent tijdens deze wedstrijden vergeven.

## Medailles

### Mannen
| Onderdeel    | Goud | Goud                         | Zilver | Zilver                           | Brons | Brons                                               |
| ------------ | ---- | ---------------------------- | ------ | -------------------------------- | ----- | --------------------------------------------------- |
| RS:X         | NED  | Dorian van Rijsselberghe     | NED    | Kiran Badloe                     | FRA   | Louis Giard                                         |
| Formula Kite | FRA  | Nicolas Parlier              | GBR    | Guy Bridge                       | FRA   | Maxime Nocher                                       |
| Laser        | CYP  | Pavlos Kontides              | AUS    | Matthew Wearn                    | GER   | Philipp Buhl                                        |
| Finn         | HUN  | Zsombor Berecz               | SWE    | Max Salminen                     | NED   | Pieter-Jan Postma                                   |
| 470          | FRA  | Kevin Peponnet Jeremie Mion  | JPN    | Tetsuya Isozaki Akira Takayanagi | ESP   | Jordi Xammar Hernandez Nicolás Rodríguez García-Paz |
| 49er         | CRO  | Šime Fantela Mihovil Fantela | FRA    | Mathieu Frei Noe Delpech         | GER   | Tim Fischer Fabian Graf                             |

### Vrouwen
| Onderdeel    | Goud | Goud                             | Zilver | Zilver                                    | Brons | Brons                            |
| ------------ | ---- | -------------------------------- | ------ | ----------------------------------------- | ----- | -------------------------------- |
| RS:X         | NED  | Lilian de Geus                   | FRA    | Charline Picon                            | CHN   | Lu Yunxiu                        |
| Formula Kite | USA  | Daniela Moroz                    | RUS    | Elena Kalinina                            | FRA   | Alexia Fancelli                  |
| Laser Radial | BEL  | Emma Plasschaert                 | NED    | Marit Bouwmeester                         | DEN   | Anne-Marie Rindom                |
| 470          | JPN  | Ai Kondo Yoshida Miho Yoshioka   | ESP    | Silvia Mas Depares Patricia Cantero Reina | GBR   | Hannah Mills Eilidh McIntyre     |
| 49er FX      | NED  | Annemiek Bekkering Annette Duetz | AUT    | Tanja Frank Lorena Abicht                 | GBR   | Sophie Weguelin Sophie Ainsworth |

### Gemengd
| Onderdeel | Goud | Goud                                 | Zilver | Zilver                              | Brons | Brons                                  |
| --------- | ---- | ------------------------------------ | ------ | ----------------------------------- | ----- | -------------------------------------- |
| Nacra 17  | ITA  | Ruggero Tita Caterina Marianna Banti | AUS    | Nathan Outteridge Haylee Outteridge | ARG   | Santiago Lange Cecilia Carranza Saroli |

### Medaillespiegel
| Plaats  | Land                | Goud | Zilver | Brons | Totaal |
| 1       | Nederland           | 3    | 2      | 1     | 6      |
| 2       | Frankrijk           | 2    | 2      | 3     | 7      |
| 3       | Japan               | 1    | 1      | 0     | 2      |
| 4       | België              | 1    | 0      | 0     | 1      |
| 4       | Kroatië             | 1    | 0      | 0     | 1      |
| 4       | Cyprus              | 1    | 0      | 0     | 1      |
| 4       | Hongarije           | 1    | 0      | 0     | 1      |
| 4       | Italië              | 1    | 0      | 0     | 1      |
| 4       | Verenigde Staten    | 1    | 0      | 0     | 1      |
| 10      | Australië           | 0    | 2      | 0     | 2      |
| 11      | Verenigd Koninkrijk | 0    | 1      | 2     | 3      |
| 12      | Spanje              | 0    | 1      | 1     | 2      |
| 13      | Oostenrijk          | 0    | 1      | 0     | 1      |
| 13      | Rusland             | 0    | 1      | 0     | 1      |
| 13      | Zweden              | 0    | 1      | 0     | 1      |
| 16      | Duitsland           | 0    | 0      | 2     | 2      |
| 17      | Argentinië          | 0    | 0      | 1     | 1      |
| 17      | China               | 0    | 0      | 1     | 1      |
| 17      | Denemarken          | 0    | 0      | 1     | 1      |
| Totaal: | 12                  | 12   | 12     | 36    |        |